# فرانک لوکاس
فرانک لوکاس (به انگلیسی: Frank Lucas) نمایندهٔ حوزه انتخابیه سوم اکلاهما از حزب جمهوری‌خواه ایالات متحده آمریکا در مجلس نمایندگان ایالات متحده آمریکا است که برای نخستین‌بار در ۱۰ مه ۱۹۹۴ میلادی به‌عضویت این مجلس درآمد.